# Euceraea rheophytica
Euceraea rheophytica är en videväxtart som beskrevs av Paul Edward Berry och M.E. Olson. Euceraea rheophytica ingår i släktet Euceraea och familjen videväxter. Inga underarter finns listade i Catalogue of Life.